# San Pedro (Chile)
San Pedro ist eine Gemeinde in der Provinz Melipilla in der Metropolregion Santiago in Chile. Bei der Volkszählung im Jahr 2017 hatte sie 9726 Einwohner. Die Gemeinde erstreckt sich über eine Fläche von 787,5 km².

## Geschichte
Die Unterdelegation San Pedro gehörte zum Departement Rancagua der Provinz Santiago und war daher administrativ von der Gemeinde Rancagua abhängig.
Am 10. Dezember 1883 wurde die Provinz OʼHiggins mit dem östlichen Teil des ehemaligen Departements Rancagua gegründet. Der westliche Sektor ging in das neue Departement Melipilla über. Somit wurde die Unterdelegation San Pedro zur 12. Unterdelegation des neuen Departements Melipilla und wurden administrativ von der Gemeinde Melipilla abhängig. Mit dem Gemeindegründungsdekret vom 22. Dezember 1891 wurde die Gemeinde Loica mit den Unterdelegationen San Pedro und Loica gegründet. 1930 wurde die Gemeinde Loica in die Gemeinde San Pedro umbenannt.

## Bevölkerung
Laut der Volkszählung des Nationalen Statistikinstituts von 2002 hatte San Pedro 7549 Einwohner (4080 Männer und 3469 Frauen). Die Gemeinde ist ein rein ländliches Gebiet. Die Bevölkerung wuchs zwischen den Volkszählungen 1992 und 2002 um 11,9 % (803 Personen). Im Jahr 2017 zählte man 9726 Personen.

## Persönlichkeiten
- Aníbal Pinto (* 1971), Fußballspieler